# Kovan Abdulrahim
Kovan Abdulrahim (1 de marzo de 1988) es un deportista iraquí que compite en atletismo adaptado. Ganó una medalla de oro en los Juegos Paralímpicos de Río de Janeiro 2016 en la prueba de lanzamiento de jabalina (clase F41).

## Palmarés internacional
| Juegos Paralímpicos | Juegos Paralímpicos     | Juegos Paralímpicos | Juegos Paralímpicos |
| Año                 | Lugar                   | Medalla             | Prueba              |
| ------------------- | ----------------------- | ------------------- | ------------------- |
| 2016                | Río de Janeiro (Brasil) | Medalla de oro      | Jabalina F41        |